# Praya
Praya is een plaats in Indonesië, gelegen op het eiland Lombok. Het is de hoofdplaats van Centraal-Lombok.